# 한주영
한주영(1982년 ~ )은 대한민국의 배우이다.

## 출연작

### 영화
- 《그녀에게》 (2010년) - 혜련 / 여배우 / 동연 딸 역
- 《우리 만난 적 있나요》 (2010년) - 수연 역
- 《저 햇살 속의 먼 여행》 (2011년) - 미지 역
- 《마담 뺑덕》 (2014년) - 지은 역
- 《개를 훔치는 완벽한 방법》 (2014년) - 마르셀직원 3 역
- 《치외법권》 (2015년) - 초희 역
- 《상류사회》 (2018년) - 민현아 역
- 《메모리즈》 (2019년) - 정연 역

### 드라마
- 《보이스》 (OCN, 2017년)

### 뮤직비디오
- 여훈민 - 버스
- 라키쉬 - 해피데이
- 윤건 - 난 아직 모르잖아요